# Kanton Tarbes-3
Kanton Tarbes-3 (francouzsky Canton de Tarbes-3) je francouzský kanton v departementu Hautes-Pyrénées v regionu Midi-Pyrénées. Tvoří ho pouze část města Tarbes.